# بردار جابه‌جایی
بردار جابجایی تغییرات بردار مکان یک جسم نسبت به مکان ابتدایی آن است.
بردار جابجایی نمایش ساده‌ای از حرکت جسم است. در واقع بردار جابجایی اطلاعاتی از مسیر حرکت یا سرعت لحظه‌ای حرکت در برندارد و تنها مقدار تغییرات کلی مکان جسم را بیان می‌دارد.
مسافت طی شده توسط جسم در حین حرکت برابر با طول مسیر طی شده توسط جسم است.
به برداری که نقطه شروع حرکت راه به نقطه پایان حرکت وصل می‌کند، بردار جابه جایی گفته می‌شود.